# Sungai Tering
Sungai Tering is een bestuurslaag in het regentschap Tanjung Jabung Timur van de provincie Jambi, Indonesië. Sungai Tering telt 1839 inwoners (volkstelling 2010).